# روح مطاطية
روح مطاطية (بالإنجليزية: Rubber Soul، معرَّب: رَبَرْ سُولْ) هو الألبوم الإستديو السادس لفرقة الروك الإنجليزية البيتلز. تم إصداره في يوم 3 ديسمبر 1965 في المملكة المتحدة، من خلال شركة إي إم آي للإنتاج بارلوفون، مصحوبًا بالشريط المزدوج للأغنيتان الفرديتان «مزحلق اليوم»/«يمكننا العمل بها». الإصدار الأصلي لأمريكا الشمالية، الصادر من قبل تسجيلات كابيتول، يحتوي فقط على عشرة من الأربعة عشر أغنية الأساسية وأغنيتان أخرتان سُجِّلا من أجل ألبوم الفرقة السابق النجدة!، ولكن لم يظهرا عليه. قوبل الألبوم باستجابة انتقادية مواتية للغاية وتصدر قوائم المبيعات في بريطانيا والولايات المتحدة لعدة أسابيع.
عقدت جلسات التسجيل في لندن على مدى أربعة أسابيع ابتداءً من أكتوبر 1965. لأول مرة في مسيرتهم المهنية، تمكنت الفرقة من تسجيل ألبوم خالٍ من التزامات للحفلات الموسيقية أو للراديو أو للفيلم. غالبًا ما يشار إليه بألبوم روك فولك، لا سيما في تصنيفه حسب كابيتول، يتضمن الألبوم مزيجًا من موسيقى البوب، والسول والفولك. العنوان مشتق من العبارة العامية «روح بلاستيكية»، والتي هي طريقة البيتلز بالاعتراف بافتقارهم للأصالة مقارنة بفناني الروح الأمريكيين من أصل أفريقي. بعد ليلة عصيبة (A Hard Day's Night) في عام 1964، كان روح مطاطية ثاني ألبوم للبيتلز يحتوي على أغاني أصلية فقط.
تُظهر الأغاني نضج البيتلز المتزايد كمؤلفي أغاني، وفي استعمالها لنغمات القيثارة الأكثر إشراقًا والأدوات الموسيقية الجديدة مثل السيتار، والأرغن، والبيس الفز، كانت تسعى الفرقة للحصول على أصوات وترتيبات أكثر تعبيراً في موسيقاهم. يمثل المشروع تقدمًا في معاملة الفرقة لتنسيق الألبوم كمنصة فنية، وهو نهج استمروا في تطويره مع مسدس دوار في عام 1996، وفرقة نادي القلوب الوحيدة للرقيب بيبر في 1967. الأغاني الأربع التي حذفتها كابيتول، بما في ذلك أغنية فبراير 1966 المنفردة «رجل اللامكان»، ظهرت لاحقًا في ألبوم التجميعات الحصري لأمريكا الشمالية أمس واليوم، في يونيو 1966.
كان لروح مطاطية تأثير كبير على أقران البيتلز، مساهمًا في تحويل الهدف الرئيسي السائد في الألبومات من التركيز على الأغاني المنفردة إلى التركيز على إنشاء ألبومات مكونة من أغاني عالية الجودة. تم الاعتراف به من قبل نقاد الموسيقى كألبوم فتح إمكانيات موسيقى البوب من حيث النطاق الغنائي والموسيقي، وكعمل رئيسي في إنشاء أنماط مثل السايكدلية والروك التحضري. من بين ظهوراتها العديدة في قوائم أفضل الألبومات، احتلت المرتبة الخامسة في قائمة مجلة رولينج ستون لأعظم 500 ألبوم في التاريخ، نسخة 2012. في عام 2000، تم التصويت عليه في المرتبة الرابعة والثلاثين في الطبعة الثالثة من كتاب كولين لاركن لأفضل ألف ألبوم في التاريخ. حسب رابطة صناعة التسجيلات الأمريكية، تجاوزت شهادات مبيعات الألبوم البلاتينيوم ستة في عام 1997، مما يشير إلى شحنات لا تقل عن ستة ملايين نسخة في الولايات المتحدة. في عام 2013، حصل الألبوم على شهادة البلاتينيوم من قبل صناعة التسجيلات البريطانية، لمبيعاته في المملكة المتحدة منذ عام 1994.

## الخلفية

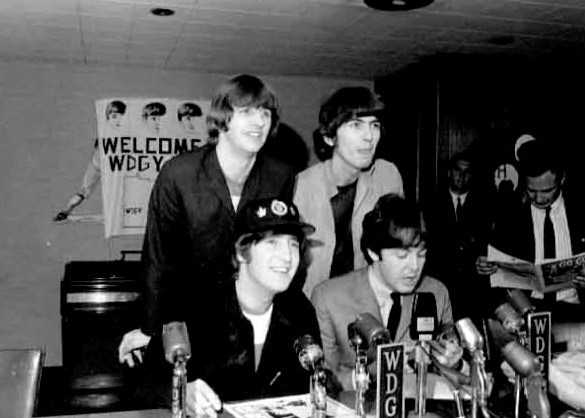
البيتلز في مؤتمر صحفي أثناء جولتهم الأمريكية الشمالية لأغسطس 1965، قبل شهرين من بداية العمل على روح مطاطية

غالبية الأغاني على الألبوم أُلِّفت بعد عودة البيتلز إلى لندن من جولتهم الأمريكية الشمالية بوقت قصير. يعكس الألبوم تأثير شهرهم في أمريكا عليهم. بغض النظر عن تسجيل رقم قياسي جديد للحضور عندما أدوا لأكثر من 55 ألف في ملعب شيا في 15 أغسطس، سمحت الجولة للفرقة بمقابلة بوب ديلان في نيو يورك، وبطلهم لمدة طويلة إلفيس بريسلي في لوس أنجليس. مع أن البيتلز قد أصدروا ألبومهم النجدة! في الشهر ذاته، كانت متطلبات ألبوم جديد في الوقت المناسب لعيد الميلاد متماشية مع الجدول الزمني المحدد في عام 1963 من قبل بريان إبستين، مدير الفرقة، وجورج مارتن، منتجها.